# PKNOX1
PKNOX1‏ (Homeobox-containing protein PKNOX1) هوَ بروتين يُشَفر بواسطة جين PKNOX1 في الإنسان.